# Granjeiro
Granjeiro este un oraș în statul Ceará (CE) din Brazilia.